# Edward Adamczyk
Edward Adamczyk (* 30. November 1921 in Dortmund; † 7. April 1993 in Heilbronn) war ein polnischer Leichtathlet und später Sportlehrer am Robert-Mayer-Gymnasium in Heilbronn.
Adamczyk gewann zahlreiche Wettbewerbe, u. a. den Weitsprung bei den Weltsportspielen der Studenten (1949). Bei den Olympischen Sommerspielen von 1948 war er Neunter im Zehnkampf.